# Leucauge fishoekensis
Leucauge fishoekensis är en spindelart som beskrevs av Embrik Strand 1909. Leucauge fishoekensis ingår i släktet Leucauge och familjen käkspindlar. Inga underarter finns listade i Catalogue of Life.